# Tommy Malone (cestista)
Thomas Malone, detto Tommy (New Ross, 29 luglio 1918 – Blanchardstown, 16 giugno 1968), è stato un cestista irlandese.

## Carriera
Ha disputato sei partite ai Giochi della XIV Olimpiade, mettendo a referto 28 punti. Militare, ha giocato anche in alcune squadre di Dublino e del Leinster.